# Струково (Красноярский край)
Струково — деревня в Тасеевском районе Красноярского края. Входит в состав Суховского сельсовета.

## География
Деревня находится в восточной части края, в пределах Среднесибирского плоскогорья, в подтаёжно-лесостепном районе лесостепной зоны, на левом берегу реки Канарай, на расстоянии приблизительно 31 километра (по прямой) к юго-западу от Тасеева, административного центра района. Абсолютная высота — 210 метров над уровнем моря.
Климат
Климат характеризуется как резко континентальный, с продолжительной морозной зимой и коротким тёплым летом. Средняя температура воздуха самого тёплого месяца (июля) составляет 17,7 °C (абсолютный максимум — 38 °C); самого холодного (января) — −23 °C (абсолютный минимум — −57 °C). Продолжительность безморозного периода составляет в среднем 60 дней. Среднегодовое количество атмосферных осадков составляет 392—401 мм, из которых большая часть выпадает в тёплый период.

## История
Основана в 1911 году. По данным 1926 года в посёлке Струков имелось 54 хозяйства и проживало 297 человек (141 мужчина и 156 женщин). В национальном составе населения того периода преобладали русские. Функционировала школа I ступени. В административном отношении входила в состав Раздольного сельсовета Тасеевского района Канского округа Сибирского края.

## Население
| 2010 |
| ---- |
| 100  |

Половой состав
По данным Всероссийской переписи населения 2010 года в гендерной структуре населения мужчины составляли 50 %, женщины — соответственно также 50 %.
Национальный состав
Согласно результатам переписи 2002 года, в национальной структуре населения русские составляли 94 % из 134 чел.